# Aeroporto Regional de Eirunepé
O Aeroporto Amaury Feitosa Tomaz (IATA: ERN, ICAO: SWEI) é um aeroporto brasileiro localizado na cidade de Eirunepé, sendo o sexto mais movimentado do interior do Amazonas e o 18º da Região Norte do Brasil.

## Reforma
É um dos 25 aeroportos do Amazonas incluídos no PDAR - Plano de Desenvolvimento da Aviação Regional, criado em 2012, do Governo Federal, que visa construir e/ou reformar num total de 270 aeroportos em todo o país. 
É um dos aeroportos incluidos no Programa de Concessões do Programa de Investimentos Privados em Aeroportos Regionais do Governo Federal.